# Red de dolfijnen!
Red de dolfijnen! is het zesde boek in de serie Dolfijnenkind en het eerste deel in de tweede serie daarin. Red de dolfijnen! is pas uitgegeven na boek 8 is verschenen. Patrick Lagrou wilde de lezer nog in het ongewisse laten. Red de Dolfijnen! begint een paar dagen nadat Verdwenen in de Sargassozee is geëindigd.

## Korte inhoud
Marijn en Ben Jansen krijgen foto's toegestuurd van een Amerikaanse journalist die in het Japanse stadje Taiji iets verschrikkelijks heeft meegemaakt, waardoor ze besluiten meteen naar ginder te vertrekken. Hier proberen ze de slachtpartijen op dolfijnen te stoppen. Dat is echter gemakkelijk gezegd dan gedaan...
Het dolfijnenkind (1992) · Het monster uit de diepte (1995) · De poorten van Atlantis (1998) · De schat van de boekaniers (2001) · Verdwenen in de Sargassozee (2005) · Red de dolfijnen! (2007) · Offer in de Andes (2006) · Dolfijnen vrij! (2008) · Dans van de roze dolfijn (2010) · Victoria (2012) — 
Achtergrondboek: Het grote Dolfijnenkindboek (2012)